# غيورغي فورونوي
غيورغي فورونوي (بالروسية: Вороной, Георгий Феодосьевич) هو عالم رياضيات روسي وأوكراني. من بين ما ينسب إلى فورونوي ما يُعرف بمخطط فورونوي.

## روابط خارجية
- غيورغي فورونوي على موقع إن إن دي بي (الإنجليزية)